# Trakai
Trakai anhörenⓘ (deutsch älter Traken, polnisch Troki, jiddisch טראק (Trok)) ist eine Stadt und Sitz, aber nicht größte Stadt der Rajongemeinde Trakai in Litauen. Die Stadt hat (2018) 4.298 Einwohner und eine Fläche von 11,52 km².

## Geografie

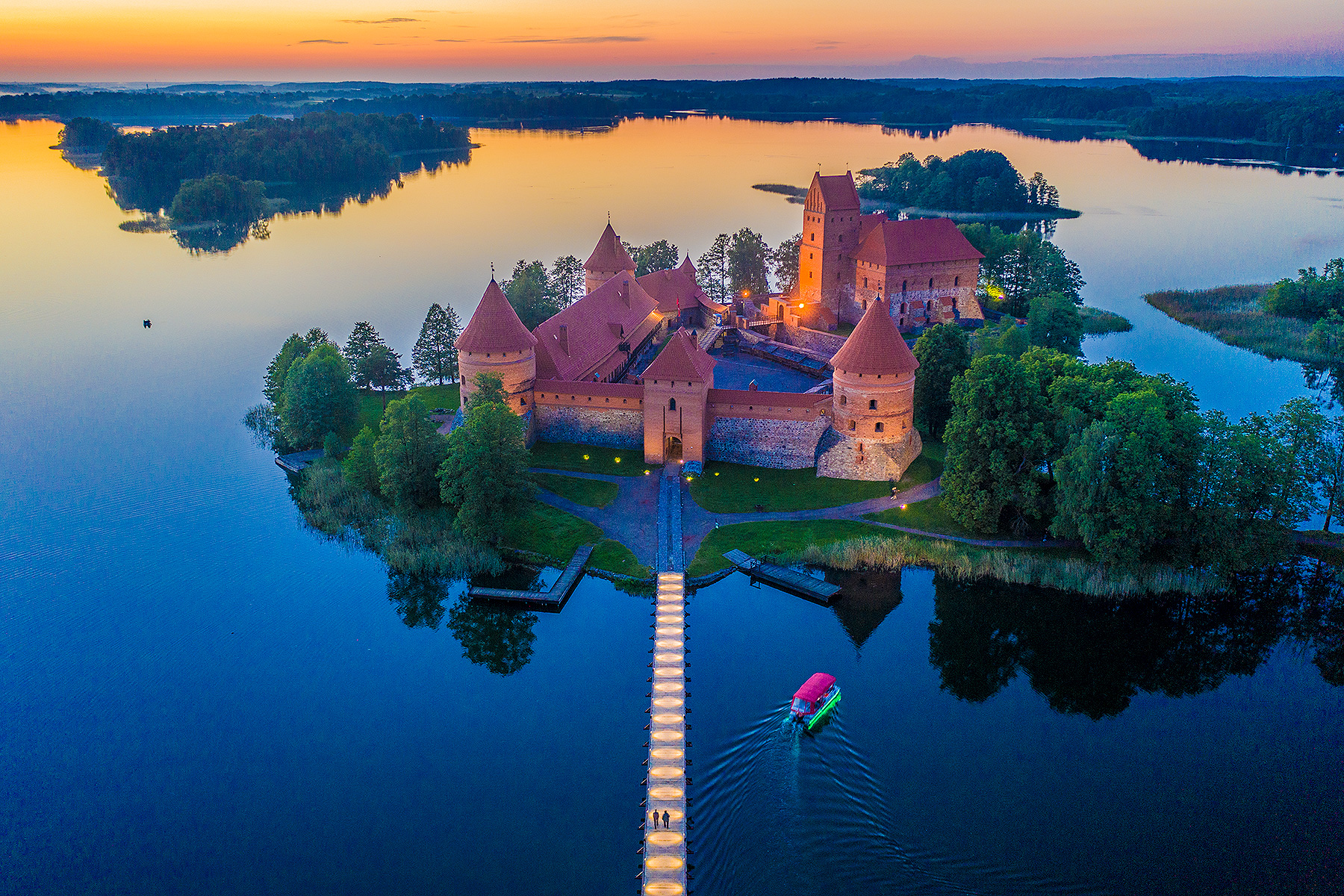
Wasserburg Trakai

Die Stadt liegt 28 Kilometer westlich von Vilnius, der litauischen Hauptstadt. In der Umgebung gibt es 200 Seen. Der Ort ist berühmt für seine alte Wasserburg Trakai auf einer Insel zwischen dem Galvesee, dem Lukasee und dem Totoriskessee. Der Galvesee mit seinen 21 Inseln ist mit 46,7 m der tiefste See der Region. Seine Fläche beträgt 3,88 km².

## Bevölkerung

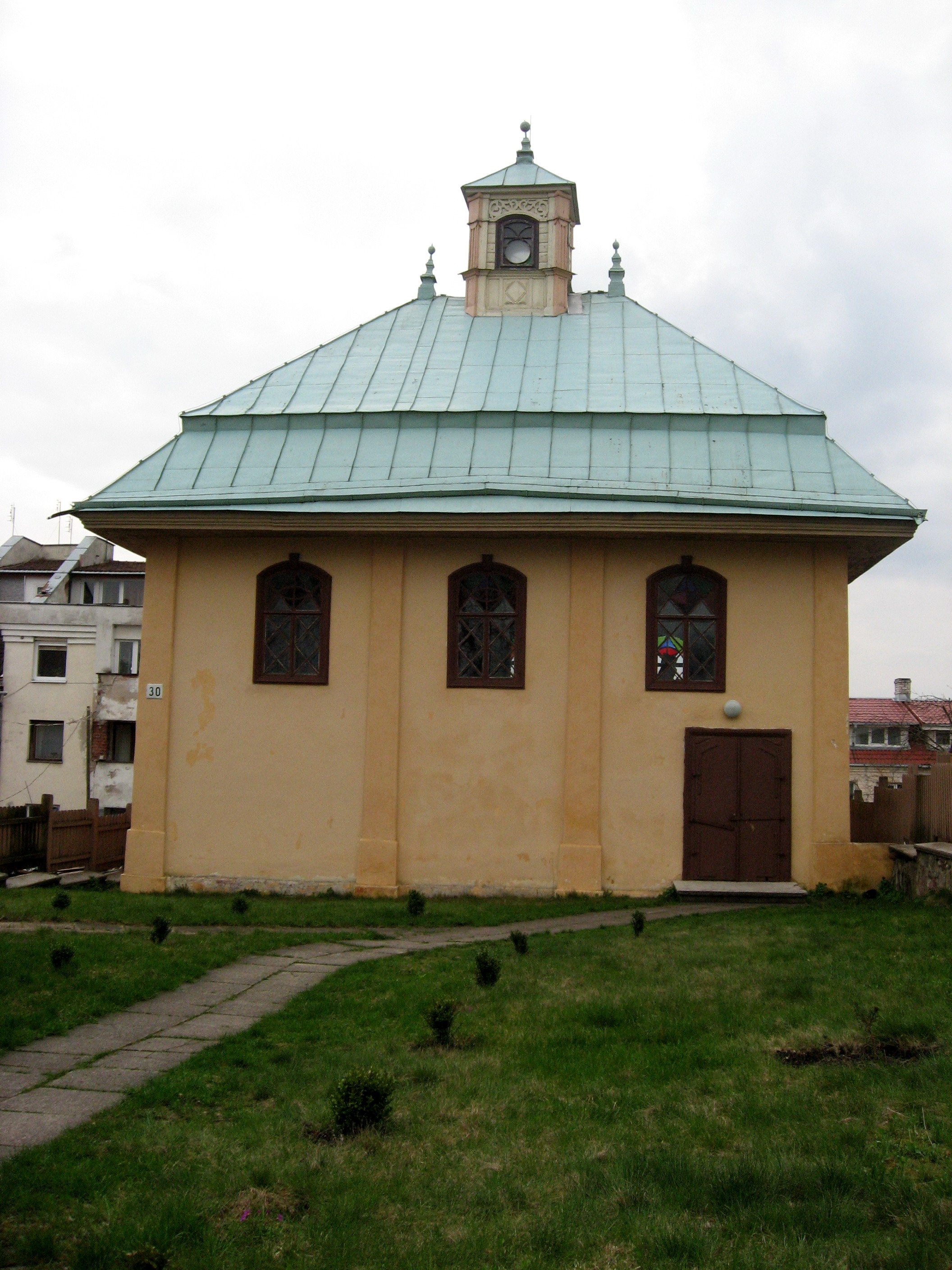
karäische Synagoge (Kenasa) bei Trakai

Heute leben in Trakai neben Litauern nicht wenige ethnische Polen, dazu Russen, Belarussen, Karäer und Tataren. Die Bevölkerung ist seit der Unabhängigkeit des Landes um circa 2500 Personen zurückgegangen.
|            | Gemeinde      | Stadt        |
| ---------- | ------------- | ------------ |
| Einwohner  | 32.744 (2017) | 4.298 (2018) |
| davon:     |               |              |
| Litauer    | ~ 53 %        | ~ 60 %       |
| Polen      | ~ 33 %        | ~ 20 %       |
| Russen     | ~ 8,5 %       |              |
| Belarussen | ~ 2,3 %       |              |
| Karäer     | ~ 0,2 %       | 65           |

In Trakai leben rund 65 der in Litauen insgesamt gezählten 257 Karäer (oder Karaimen). Trakai ist das kulturelle und religiöse Zentrum der jüdischen Strömung der Karaimen und vor allem ältere Bewohner sprechen die karaimische Sprache (Turksprache) in der örtlichen nordwestkaraimischen Dialektvariante. Dieser Dialekt hat sich vor allem durch Angleichungen an die Sprachen der sie umgebenden Sprachen gebildet, nämlich durch eine sehr ausgeprägte Übernahme von Ausspracheeigentümlichkeiten, Wörtern und grammatischen Strukturen aus dem Litauischen, dem Polnischen, dann dem Russischen. Eine nicht ganz klar fassbare Beeinflussung hat es auch durch Kontakte mit dem Ostjiddischen gegeben.

## Geschichte

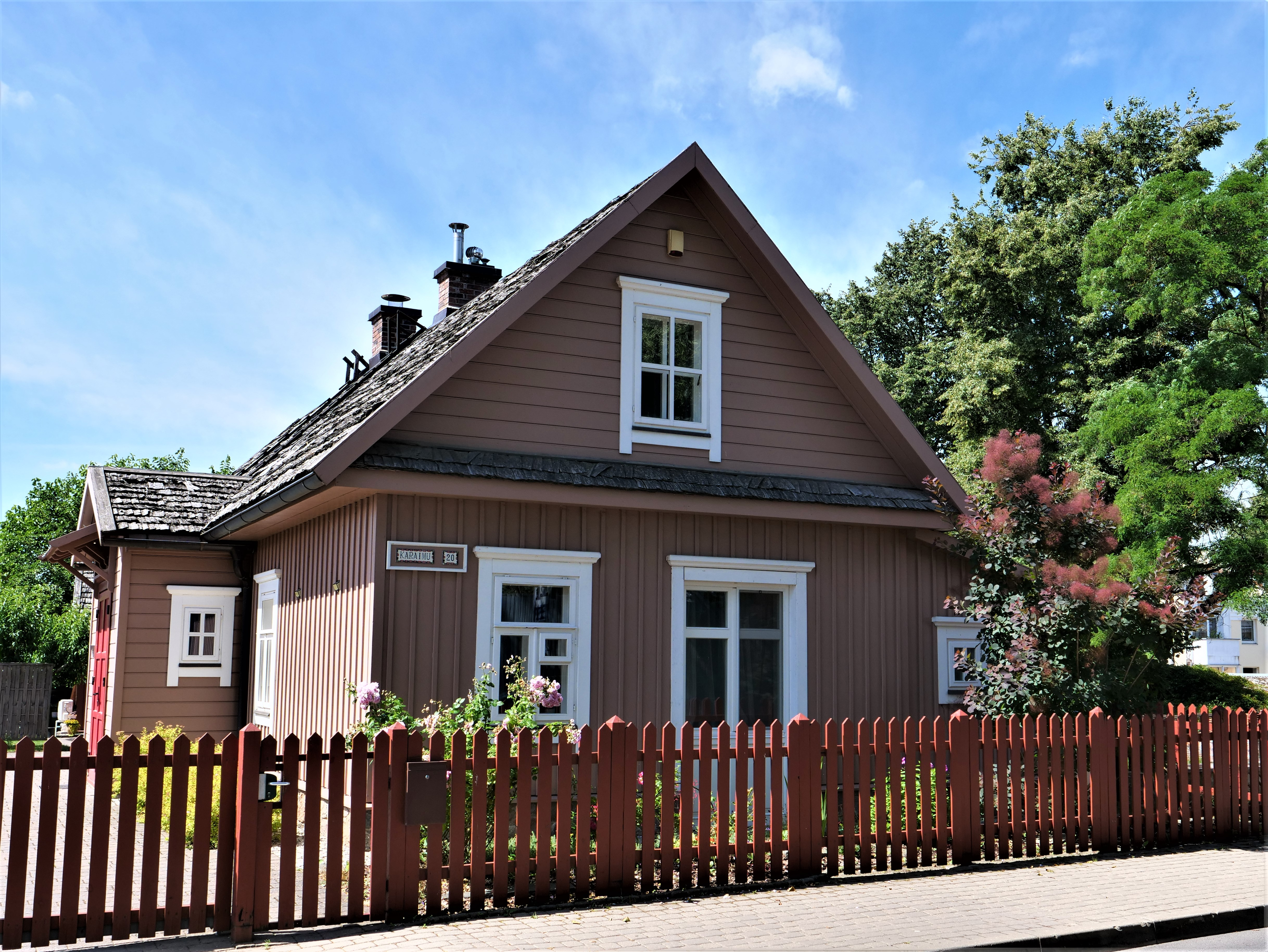
Ein Haus von Karäern in Trakai

Alt-Trakai war im Mittelalter von 1316 bis 1323, sieben Jahre lang die Hauptstadt des Großfürstentums Litauen. Der Legende zufolge war Gediminas auf der Jagd, hat in der Gegend im Wald einen schönen Hügel gefunden und ließ die Hauptstadt von Kernave hierher übersiedeln. 1337 wurde Trakai urkundlich erwähnt.
Das 13. und 14. Jahrhundert sind gekennzeichnet durch Kämpfe gegen die Kreuzritter des Deutschen Ordens. Während der zweiten Hälfte des 14. Jahrhunderts wurde in Alt-Trakai eine steinerne Burg erbaut, die zeitweilige Residenz des Großfürsten. Ende des 14. Jahrhunderts wurde die Burg zerstört und nicht wieder aufgebaut. An ihrer Stelle wurde in der zweiten Hälfte des 19. Jahrhunderts eine neogotische Kirche errichtet. In deren Nähe sind die Reste eines Benediktinerklosters zu sehen. Es gab den Bezirk Traken in der Woiwodschaft Traken des Großfürstentums Litauen.
Neu-Trakai, die heutige Stadt Trakai ist drei Kilometer von der Burganlage Alt-Trakai entfernt. Die Stadt Trakai konnte sich nach dem Mittelalter aufgrund ihrer Lage zwischen den Seen nicht erweitern.

## Stadtbild

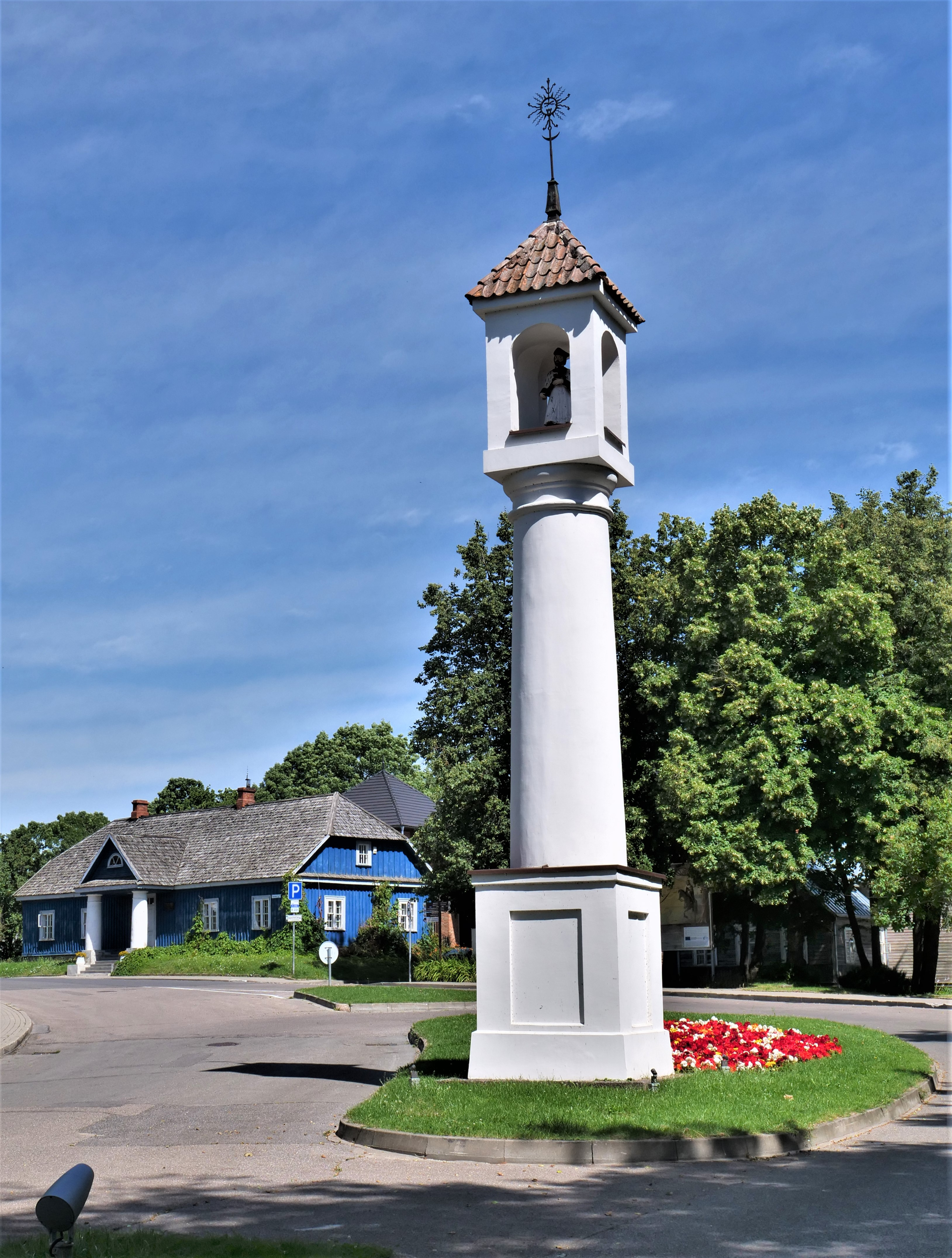
Nepomuk-Säule vor Karäer-Haus

Die Fläche der Altstadt beträgt 169 ha und ist eine von fünf Altstädten Litauens, die unter dem Schutz des Staates steht. Die Stadt ist durch ihre einzigartige geographische Lage und hölzerne Architektur sehenswert. Die Stadtstruktur ist außergewöhnlich – im Sommer linear (die Stadt erstreckt sich entlang des Sees) im Winter radial (man kann die eingefrorenen Seen als Wege benutzen). Die Hauptstraße durchquert die ganze Halbinsel, auf der die Stadt liegt.
Der ehemalige Marktplatz ist durch die Kapellensäule mit einer im 18. Jahrhundert geschaffenen Skulptur des hl. Johannes Nepomuk markiert. Nepomuk ist der Schutzheilige der Fischer und Städte am Wasser.
Neben dem Marktplatz ist ein blaues Haus zu sehen, welches das Gebäude der alten Post ist. Es wurde von Dominikanern gebaut. Heute dient es der Verwaltung des Historischen Nationalparks von Trakai.
Das Dominikaner-Kloster wurde Ende des 19. Jahrhunderts geschlossen. Danach hat das Gebäude viele Umwandlungen überlebt (vom Kloster bis zur KGB Niederlassung). Heute beherbergt es die Verwaltung des Historischen Museums von Trakai.
Unweit der Hügel steht die Basilika Mariä Heimsuchung. 1409 wurde sie von Vytautas dem Großen als Gemeindekirche gestiftet. Früher war sie ein Teil des Schutzsystems der Trakaer Stadt. Sie wurde im Gotikstil gebaut. Im 17. und 18. Jahrhundert wurde die Kirche umgebaut. Die Fassade und die Innendekoration weisen Züge der Gotik sowie des Barocks auf. Sie ist durch das Bild der Gottesmutter von Trakai bekannt. Anfang des 18. Jahrhunderts wurde die auf dem Bild dargestellte Jungfrau mit einer vom Papst geschenkten goldenen Krone zur Schutzheiligen Litauens gekrönt. 2017 wurde sie Basilika minor.
Auf der nördlichen Seite der Stadt ist ein Viertel mit Holzhäusern erhalten geblieben. Es ist eines der wichtigsten historischen Elemente von Trakai. Die Karäerstraße ist die Fortsetzung der Vytautas-Straße, die die christliche mit der sogenannten „Kleinen Stadt“ verbindet. Die Kleine Stadt wurde von Tataren und Karäern besiedelt. Die karaitische Kenessa stammt aus dem 18. Jahrhundert. Als eine ethnographische Sehenswürdigkeit steht das Viertel der einstöckigen Holzhäuser unter dem Schutz des Staates. Die Häuser stehen mit dem Giebel der Straße zugewandt und weisen drei Fenster auf: ein Fenster ist Gott, das zweite Vytautas, das dritte einem selbst gewidmet.
In der Stadt hat seinen Sitz das Kreisgericht Trakai (Gericht der 1. Instanz).

## Burgen

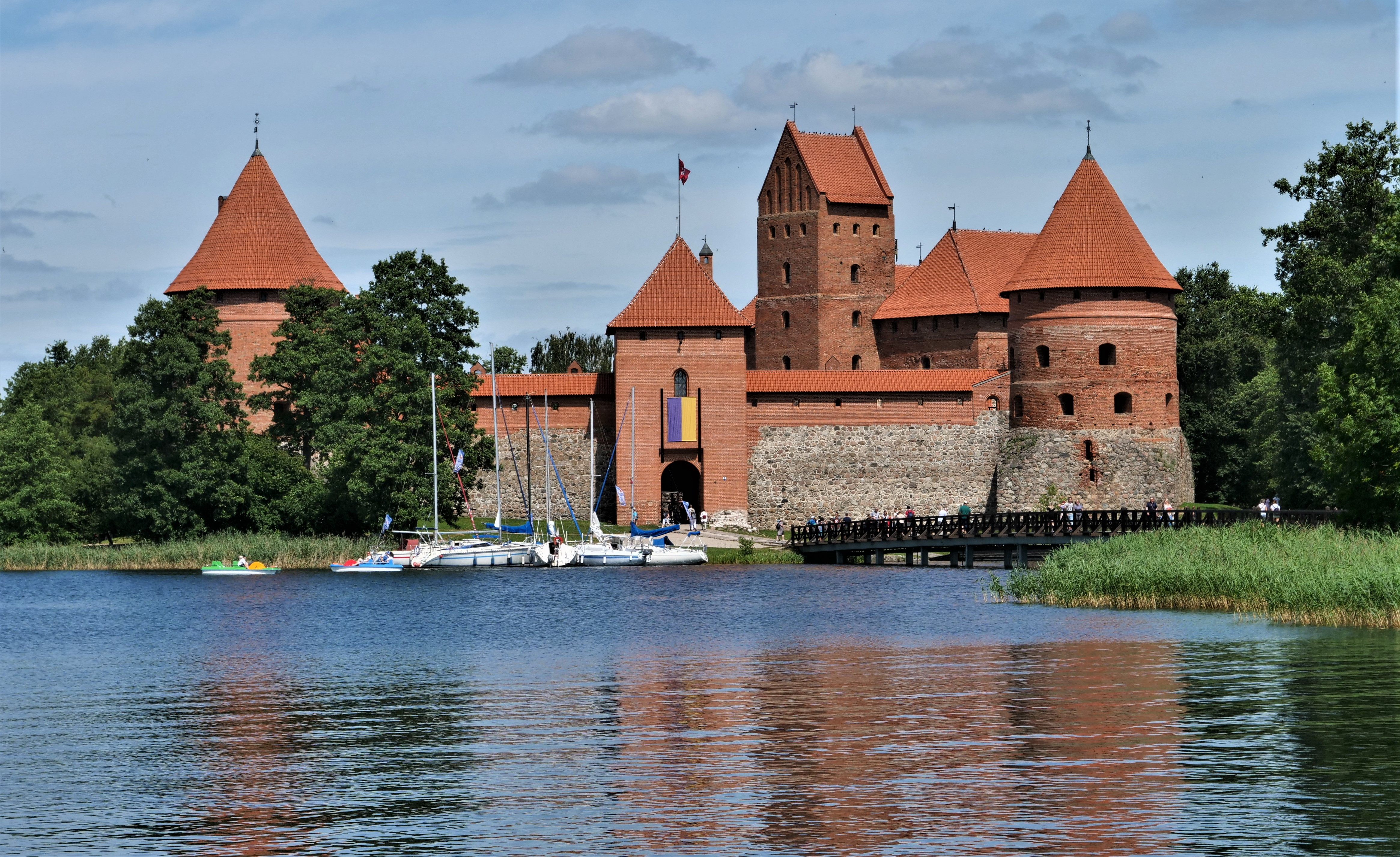
Burgansicht mit Brückenzugang

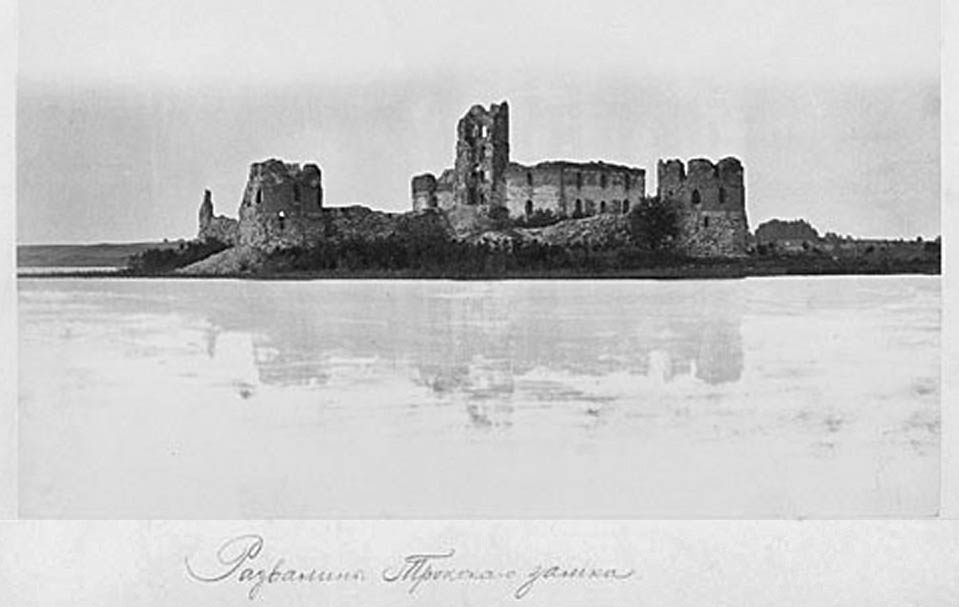
Die Burgruine vor der Rekonstruktion, ca. 1880

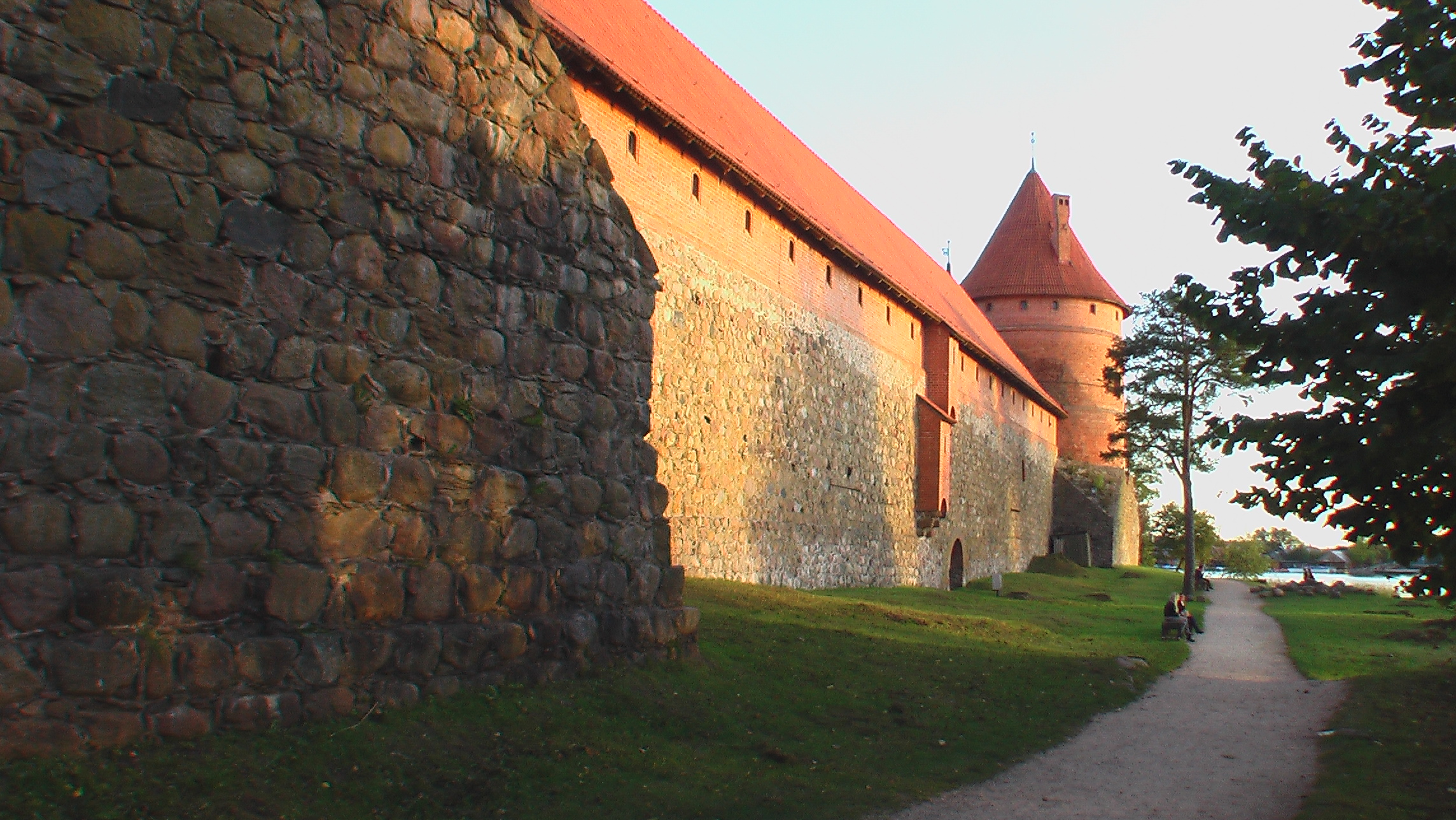
Ansicht der Burg in der herbstlichen Abendsonne

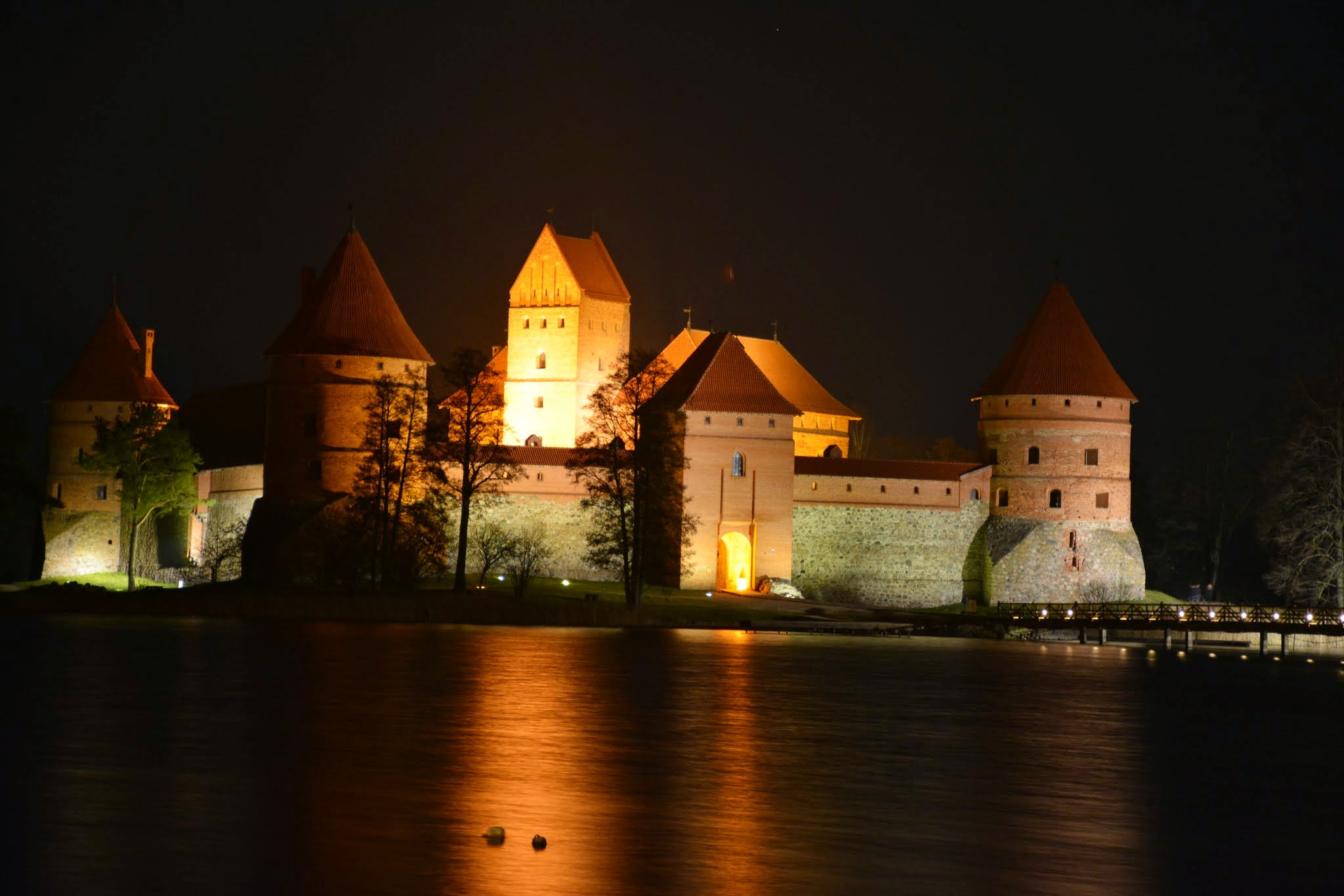
Burg in der Nacht

Die zwei Burgen sind der architektonisch bedeutendste Verteidigungskomplex in Litauen. Die Gründung der Stadt im 13. Jahrhundert traf mit der des litauischen Staates zusammen. Der neu gegründete Staat musste 200 Jahre lang Invasionen des christlichen Europas widerstehen. Die Ordensritter versuchten die Gegend zu meiden, die Burgmannschaft war für sie unbesiegbar.

### Halbinselburg
In der Kreuzritterchronik wird berichtet, dass diese die neue Burg von Trakai sei. Die alte hölzerne Burg wurde durch den Bau einer steinernen ersetzt.
In der Höhe zwischen zwei Seen – Bernardinu und Galves – stand eine Halbinselburg, die von der Stadt durch eine Mauer und einen tiefen Graben getrennt war. Die Burg war durch elf Wehrtürme geschützt. Sie wurde mehrmals – nicht nur von den Ordensrittern – angegriffen, sondern auch durch interne Kriege zwischen den Fürsten Litauens beschädigt. Nach der Tannenbergschlacht 1410 wurde begonnen, die Burg wieder aufzubauen. Nach dem Tod Vytautas des Großen wurden die Arbeiten allerdings nicht beendet. Im 18. Jahrhundert sind Angehörige des Dominikanerordens hierher gekommen, die hier ein Kloster und eine Kapelle gebaut hatten. Später ist sie endgültig zerstört worden. Erst während der zweiten Hälfte des 19. Jahrhunderts erfolgten Restaurierungsarbeiten.
Heute ist die Halbinselburg durch das traditionelle Mittelalter-Fest bekannt. Das Leben im Mittelalter wird mittels Handwerkern und Ritterkämpfen präsentiert.
Treppen führen zum Auku-Berg (Opfer-Berg). Einer Legende zufolge führte man hier heidnische Rituale durch und brachte den Göttern Opfer dar. In der zweiten Hälfte des 20. Jahrhunderts wurden die Reste des nie fertiggestellten Palastes aus dem 15. Jahrhundert entdeckt.

### Inselburg
1414 hat der flämische Ritter Ghillbert de Lanois (Lanua) in seinen Reisebeschreibungen die Burg folgenderweise charakterisiert: die Burg stehe in der Mitte vom See, einen Kanonenschuss von der alten Burg. Sie sei ein Mauerwerk, gebaut nach französischer Tradition. Die Burg stand in 220 m Entfernung vom Ufer.
Die Burg besteht aus zwei Hauptteilen:

#### Fürstlicher Palast in Form eines U
Die Bauarbeiten wurden am Palast begonnen. Zu Beginn der Bauarbeiten wurde die Burg abgebrannt. Später wurde sie mit der am Rande der Insel aufgerichteten Mauer mit Strebepfeilern umgeben. Ein tiefer Graben mit Seewasser sonderte den Palast von der Vorburg ab.
Zwei ovale Flügel vom Palast wurden durch einen sechsstöckigen Bergfried verbunden.
Der Bergfried hat einen quadratischen Grundriss und ist zum Hauptakzent der Burg geworden: im ersten Stockwerk befindet sich die Einfahrt in den Hof, eng und hoch. Man konnte nur über eine bewegliche Brücke und ein eisernes Gitter in den Hof gelangen. Im zweiten Stockwerk hatte die Wache ihre Räume. Im fünften Stockwerk wurde die Kapelle für die königliche Familie errichtet. Im sechsten Stockwerk sind die Schießscharten zu sehen.
Zum letzten Mal wurde die Burg von den Kreuzrittern 1403 angegriffen. Nach der Schlacht bei Tannenberg war den Angriffen ein Ende gemacht.
Der Palast ist konventionell, mit drei Stockwerken. Zwei fast symmetrische Flügel sind mit einer hölzernen Terrasse umgeben. Das Mauerwerk ist aus Steinen und Backsteinen von verschiedener Größe gemauert und weist romanische und gotische Züge auf. Die Räume sind mit dem typischen gotischen Gewölbe ausgestattet, die Spitzbogenfenster sind mit Backsteinen in 15 Formen dekoriert, der Mörtel wurde aus Kalk, Sand und Lehm gemixt.

#### Vorburg
Das war die zweite Etappe der Bauarbeiten. Zur gleichen Zeit wurden auch Kasematten und Türme gebaut. Die Vorburg, in der Form eines unregelmäßigen Trapez, wurde von einer Mauer mit drei Türmen an den Ecken umgeben. In dem südwestlichen Turm wurde ein Gefängnis eingerichtet. Der untere Teil der Türme ist viereckig, der obere rund, zur Außenseite ragen die Türme hervor. Das Mauerwerk an der Seite zur Stadt ist am dicksten. In der Vorburg konnten die Bürger der Stadt während der Angriffe Schutz suchen. An der westlichen Seite sind die Kasemattenräume zu sehen. Hier wohnte die Burgmannschaft, an der anderen Seite befinden sich Wirtschaftsräume.

#### Der Hof

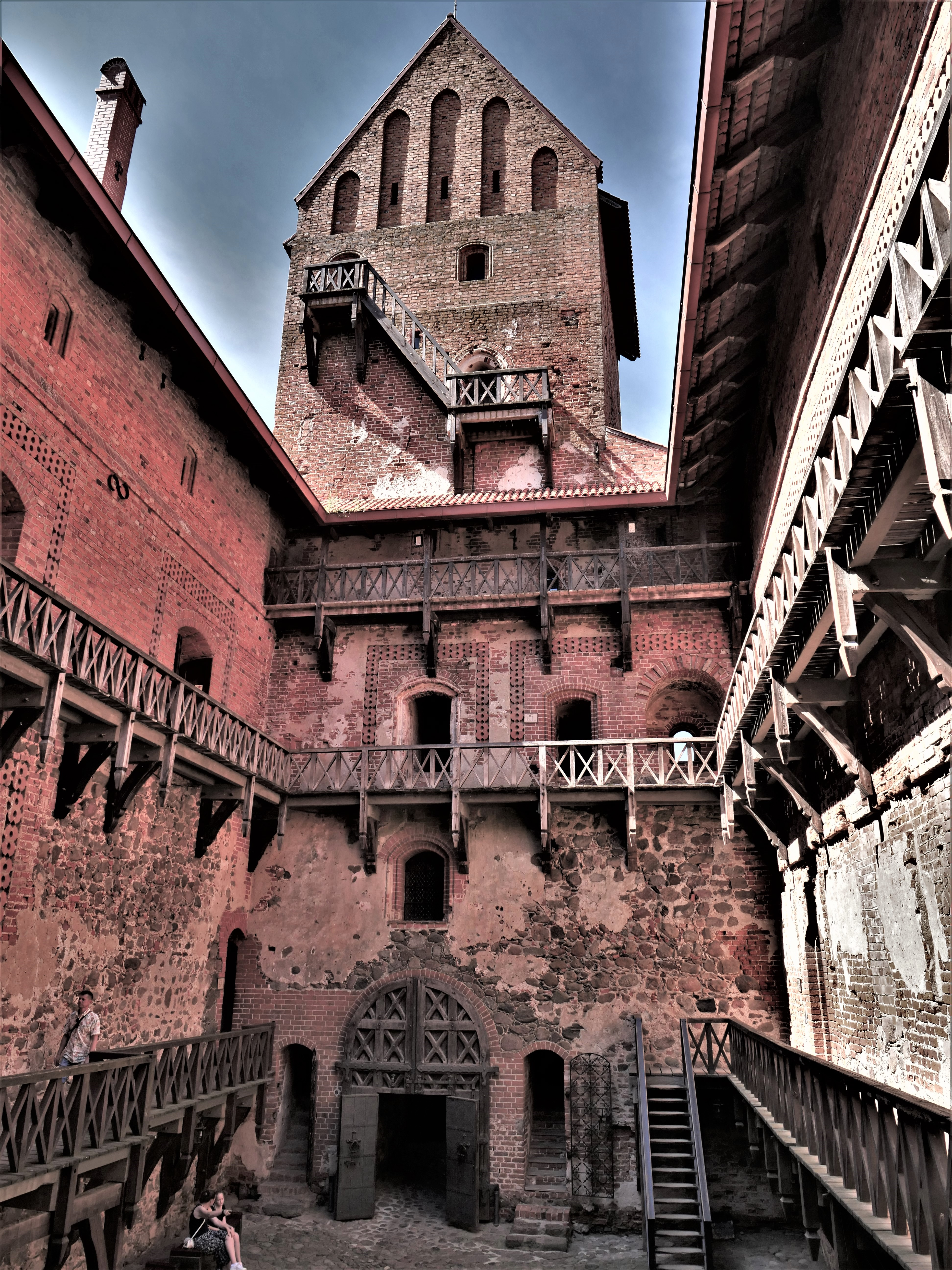
Innenhof der Burg

In dem Sockelstockwerk wurde ein Luftheizungssystem eingerichtet. Die heiße Luft stieg durch die Röhre auf und auf solche Weise wurde der Backsteinboden geheizt. Jeder Flügel im Stockwerk hat drei Räume. In dem linken Flügel des zweiten Stockwerkes wurden die fürstlichen Wohnräume eingerichtet. Nur die beiden Räume des Fürsten und der Fürstin wurden mit einer Tür verbunden.

#### Der große Saal
Das gotische Portal, Vitrage, Wandmalerei – 1822 hat der Maler Smakauskas Fragmente fixiert, gute Akustik, Gobelins (aus der Gegenwart). Die Höhe der Räume – 5,5 m, 20 % originales Mauerwerk.
Vytautas war gebildet, konnte deutsch, lateinisch und russisch sprechen, verstand auch tatarisch. Er war sehr gastfreundlich, trank aber selbst keinen Alkohol.
Die Fresken schilderten das Leben des Fürsten im Palast. Hier gastierten oft berühmte europäische Staatsmänner, wie z. B. Botschafter von Venedig, Magister des Livländischen Ordens und Kreuzordens.
Ona, die Frau des Vytautas, begleitete ihren Mann auf seinen Reisen, sie konnte lesen und schreiben. Ihre Garderobe war sehr reichhaltig. Der Magister des Ordens hat ihr Geschenke geschickt. Man spielte hier Schach und es wurden große festliche Gastmähler veranstaltet.
Das Museum besitzt insgesamt über 300.000 Exponate.
Im 19. Jahrhundert wurden die Burgen allmählich von Menschen und Zeitlauf zerstört. Anfang des 20. Jahrhunderts wurden Anstrengungen unternommen, die Burg zu restaurieren. Aber erst 1955 bis 1987 wurde der Burg von den Architekten Bronius Kruminis und Stanislovas Mikulionis wieder das Gesamtbild des 15. Jahrhunderts verliehen.

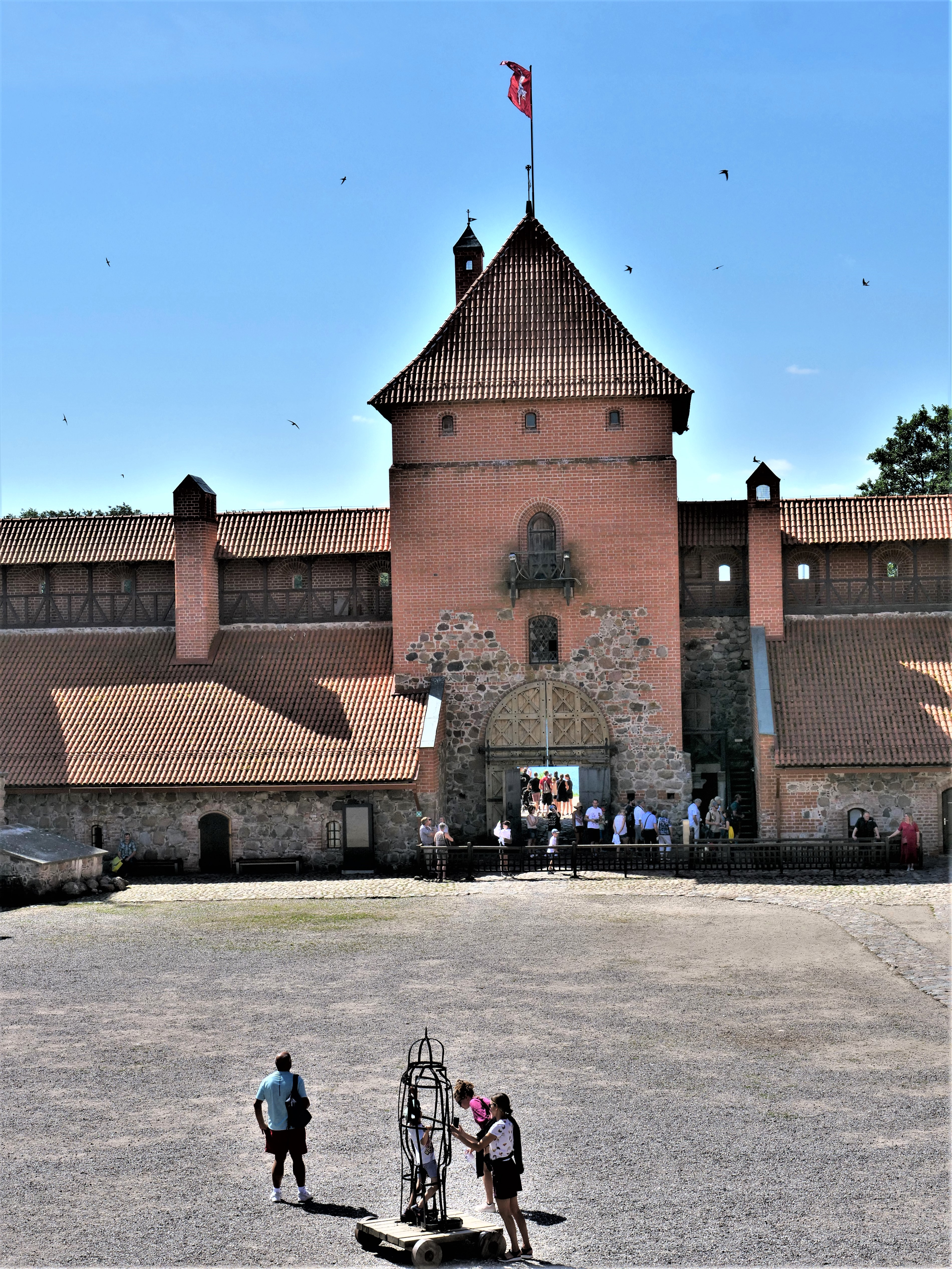
Burgvorhof mit Torturm
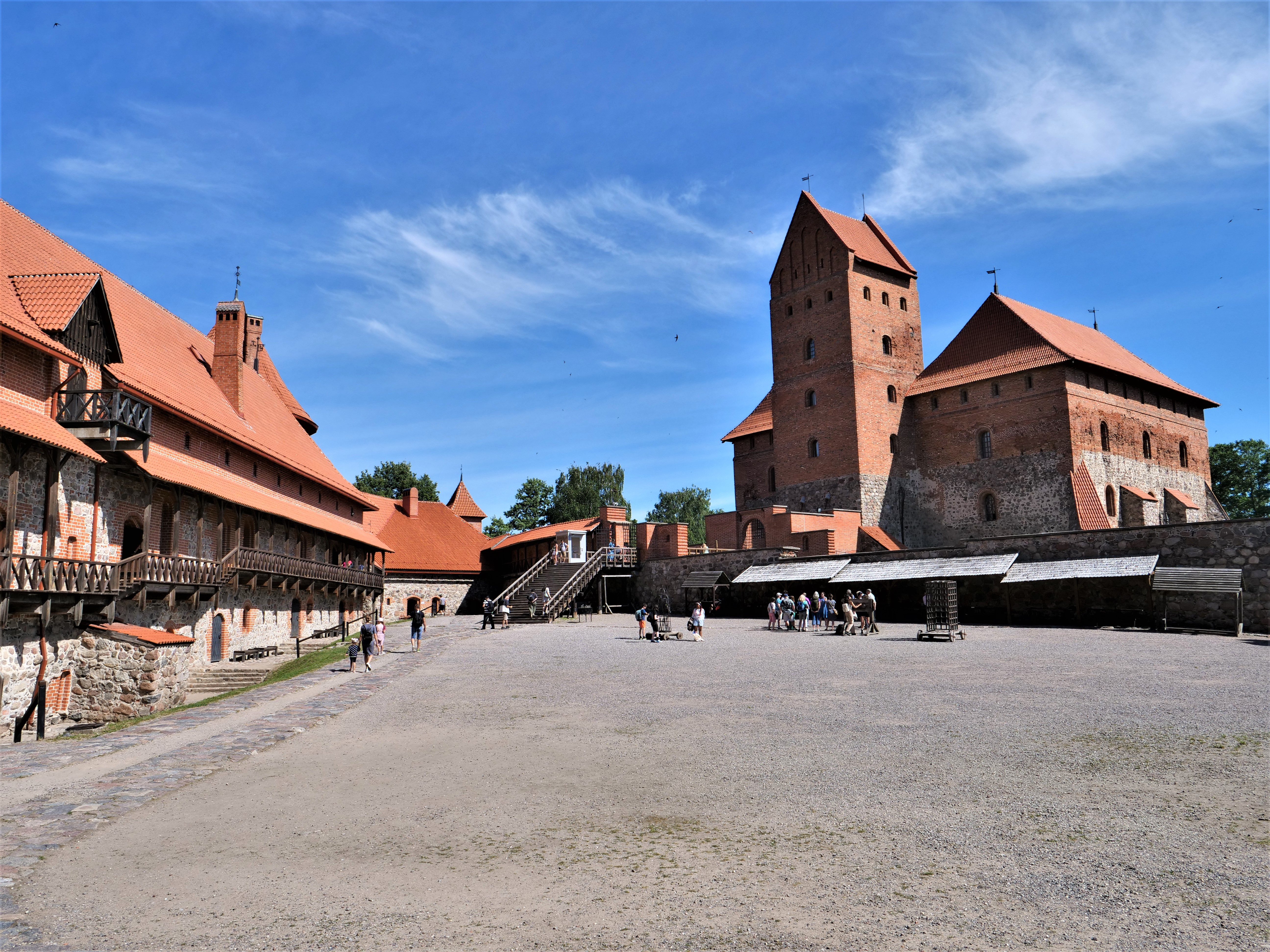
Burgvorhof mit Bergfried
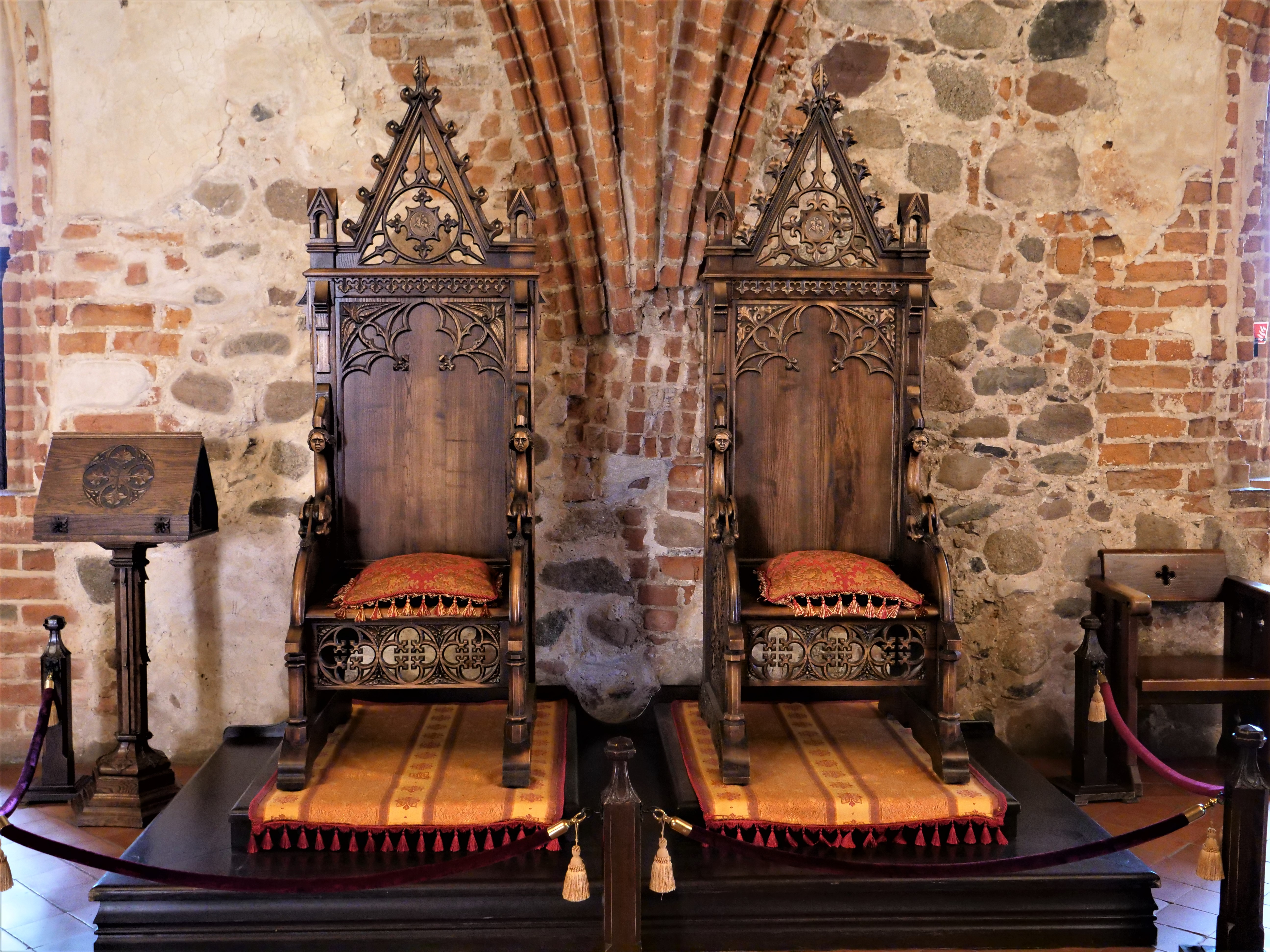
Prachtstühle in der Burg
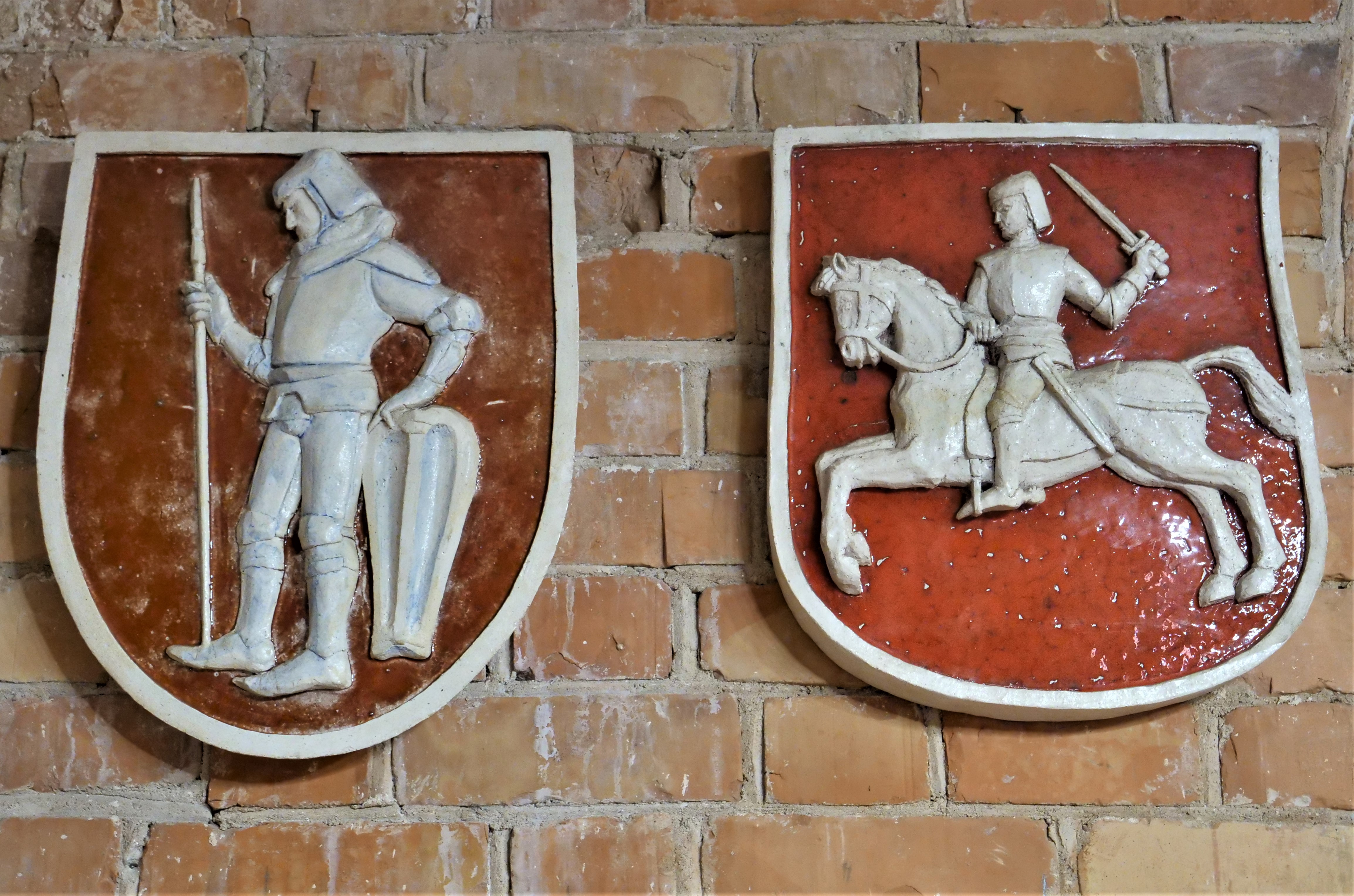
Wappen

## Städtepartnerschaften
Trakai listet folgende Partnerstädte auf:
| Stadt                   | Land          | seit |
| ----------------------- | ------------- | ---- |
| Akkon                   | Israel        | 2015 |
| Alanya                  | Türkei        | 2006 |
| Avola                   | Italien       | 2015 |
| Bernburg                | Deutschland   |      |
| Borne                   | Niederlande   |      |
| Giżycko, Stadt (Lötzen) | Polen         | 2005 |
| Giżycko, Land           | Polen         | 2013 |
| Iwano-Frankiwsk         | Ukraine       | 2006 |
| Jarosław                | Polen         |      |
| Jaworiw                 | Ukraine       |      |
| Kondopoga               | Russland      | 2014 |
| Koszalin                | Polen         | 2019 |
| Lida                    | Belarus       | 2008 |
| Luzk                    | Ukraine       | 2010 |
| Malbork (Marienburg)    | Polen         | 1997 |
| Mzcheta                 | Georgien      | 2014 |
| Nowy Sącz (Neu-Sandez)  | Polen         | 1998 |
| Polazk                  | Belarus       | 2004 |
| Qazax                   | Aserbaidschan | 2017 |
| Rheine                  | Deutschland   | 1996 |
| Schönebeck              | Deutschland   | 2022 |
| Târgoviște              | Rumänien      |      |
| Västra Götaland         | Schweden      | 2014 |

## Bildung
- Polizeischule Litauens in Trakai
- König-Mindaugas-Berufsbildungszentrum
- Internatssportschule Trakai

## Söhne und Töchter der Stadt
- Sofia von Litauen (1371–1453), Großfürstin von Moskau
- Isaak Troki (* um 1533; † um 1594), Karäer
- Wladimir Belski (1866–1946), russischer Librettist
- Mykolas Firkovičius (1924–2000), litauisch-karäischer Dichter und Chassan der Karäer
- Laurynas Mindaugas Stankevičius (1935–2017), Politiker und Ministerpräsident von Litauen (1996)
- Halina Kobeckaitė (* 1939), Diplomatin
- Romualdas Kozyrovičius (* 1943), Bauingenieur und Diplomat
- Algirdas Vaclovas Patackas (1943–2015), Politiker
- Jadvyga Zinkevičiūtė (* 1949), Politikerin
- Jarosław Narkiewicz (* 1962), litauischer Politiker polnischer Herkunft
- Edward Trusewicz (* 1979), litauischer Politiker polnischer Herkunft
- Inga Ruginienė (* 1981), Gewerkschafterin und Politikerin
- Povilas Čukinas (* 1983), Basketballspieler
- Andrius Šatevičius (* 1991), Politiker, Bürgermeister der Rajongemeinde Trakai
- Viktorija Senkutė (* 1996), Ruderin

## Amtsbezirk Trakai
Die Stadt Trakai ist der Hauptort des Amtsbezirkes (litauisch: seniūnija) Trakų seniūnija. Der Amtsbezirk umfasst – außer der Stadt Trakai – 108 Dörfer und Weiler, darunter Petkėniškės am Sietas-See, sowie vier alleinstehende Gehöfte (litauisch: viensėdžiai). 